# Tölt

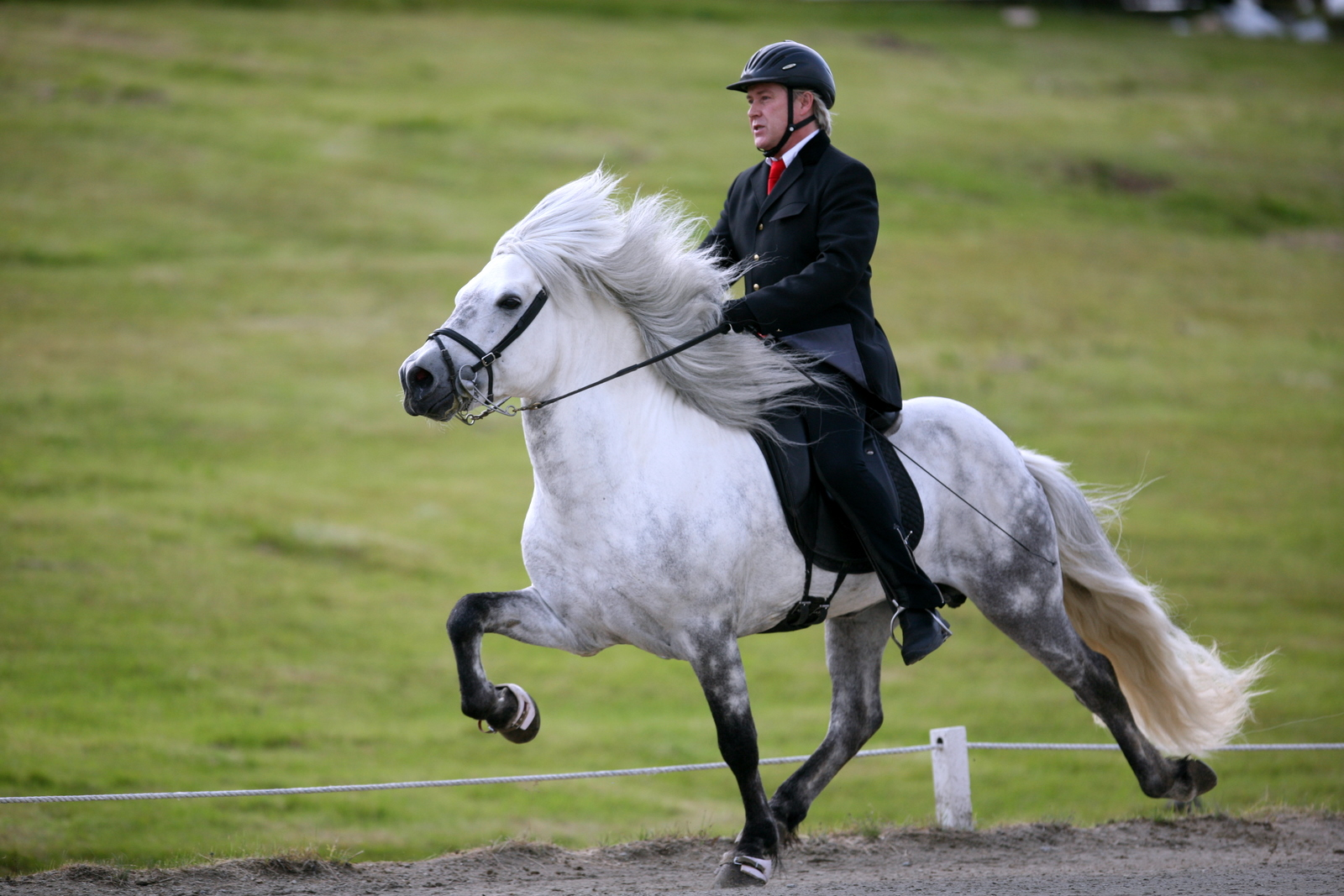
Cavall islandès desplaçant-se al tölt.

El tölt (també escrit toelt) és una marxa natural d'algunes races de cavalls. Es tracta d'una variant de l'ambladura normal de dos temps en la qual poden comptar-se quatre temps. Quan es desplaça al tölt, el cavall té sempre un peu en contacte amb el sòl.
Es tracta d'una marxa ràpida, molt còmoda per al genet i prou descansada per al cavall. En no desplaçar-se gaire el centre de gravetat verticalment, el consum d'energia és molt reduït i pot mantenir-se per períodes perllongats.
La raça més famosa que compta amb el tölt de manera natural és la del cavall islandès. També disposen d'aquest aire el cavall Rocky Mountain i el cavall Aegidienberger.

## Videos
- Video: La tercera marxa del cavall islandès: el tölt.
- Aegidienberger Tölt
- Rocky Moutain Horse gaît ou tôlt